# Seiya Maikuma
Seiya Maikuma (毎熊 晟矢?, Maikuma Seiya; Nagasaki, 16 ottobre 1997) è un calciatore giapponese, difensore dell'AZ Alkmaar e della nazionale giapponese.

## Biografia
È il più giovane di tre figli, infatti Seiya ha due sorelle maggiori. Si trasferisce nella prefettura di Fukuoka frequentando il liceo Higashi High School, gioca nella squadra dell'istituto, benché nei primi due anni non ha trovato spazio nella formazione. Concluso il liceo gioca nella squadra della Momoyama Gakuin University.

## Caratteristiche tecniche
Gioca sulla fascia destra, principalmente come terzino, secondariamente come esterno di centrocampo. Nella sua seconda stagione nel Cerezo Osaka è stato impiegato come ala destra. Come difensore Maikuma si distingue in fase di interdizione, abile nel togliere il possesso palla agli avversari, oltre a saper prevalere nell'uno-contro-uno con il proprio dribbling. In attacco sfrutta a suo vantaggio l'abilità di sapersi muovere bene negli spazi, e calcia principalmente con il destro, il suo piede forte.

## Carriera

### Club

#### V-Varen Nagasaki e Cerezo Osaka
Nel 2020 si unisce al V-Varen Nagasaki. Con il club della sua città natale, ha esordito il 23 febbraio 2020 battendo per 1-0 il Tochigi SC dove Maikuma entra in campo nei minuti finale del match. La partita successiva è contro il Giravanz Kitakyushu vincendo per 2-1, il primo gol lo segna Masashi Kamekawa su assist di Maikuma. Egli realizza la sua prima rete nel pareggio per 1-1 contro il FC Ryūkyū Okinawa, segna un gol nella sua prima vittoria sconfiggendo il Thespakusatsu Gunma con la rete del 3-1 nel secondo tempo dopo che era entrato dalla panchina da meno di due minuti. Il 2 ottobre 2021 segna l'ultimo gol per il V-Varen Nagasaki vincendo per 2-0 contro il Kyoto Sanga.
Nel 2022 viene acquistato dal Cerezo Osaka, club di J1 League, la massima divisione giapponese. La sua prima rete la realizza nella Coppa J. League battendo per 6-1 l'Oita Trinita, invece durante il campionato giapponese segna una doppietta che regala la vittoria su 2-1 contro il Júbilo Iwata. L'ultima rere la realizza il 23 aprile 2024 permettendo alla squadra di battere per 1-0 il Kashiwa Reysol.

#### AZ Alkmaar
Il 21 giugno 2024 viene annunciato il suo acquisto da parte del club olandese dell'AZ Alkmaar, firmando un contratto valevole per quattro anni, fino a giugno 2028.Riesce a segnare un gol in Europa League, nel pareggio per 2-2 sia contro il Ludogorets Razgrad che contro il Galatasaray.

### Nazionale
Il 31 agosto 2023, viene convocato per la prima volta in nazionale maggiore, guidata da Hajime Moriyasu, in vista delle amichevoli internazionali contro Germania e Turchia. Esordisce nel successo per 4-2 contro i turchi partendo da titolare e venendo sostituito a inizio ripresa.
Il 1º gennaio 2024 viene convocato per la Coppa d'Asia 2023, manifestazione in cui diventa titolare fisso dalla terza partita in poi, scavalcando nelle gerarchie Yukinari Sugawara dopo le prestazioni sottotono di quest'ultimo contro Vietnam e Iraq. In totale scende in campo in quattro occasioni, tra cui nel vittorioso ottavo di finale contro il Bahrein, dove si rende protagonista grazie sia al suo tiro violento da fuori area che ha colpito il palo e ha fatto in modo che il suo compagno di squadra Ritsu Dōan sbloccasse con facilità il risultato sfruttando il rimbalzo del pallone sul legno della porta, sia al passaggio fornito ad Ayase Ueda che ha realizzato il gol vittoria del 3-1. Dopo quest'ultimo incontro, è stato votato dai tifosi giapponesi come "Player of the match" della sfida contro i bahreiniti.

## Statistiche

### Presenze e reti nei club
Statistiche aggiornate al 22 maggio 2024.
| Stagione            | Squadra             | Campionato          | Campionato | Campionato | Coppe nazionali | Coppe nazionali | Coppe nazionali | Coppe continentali | Coppe continentali | Coppe continentali | Altre coppe | Altre coppe | Altre coppe | Totale | Totale | Totale |
| Stagione            | Squadra             | Comp                | Pres       | Reti       | Comp            | Pres            | Reti            | Comp               | Pres               | Reti               | Comp        | Pres        | Reti        | Pres   | Reti   |        |
| ------------------- | ------------------- | ------------------- | ---------- | ---------- | --------------- | --------------- | --------------- | ------------------ | ------------------ | ------------------ | ----------- | ----------- | ----------- | ------ | ------ | ------ |
| 2020                | V-Varen Nagasaki    | J2                  | 36         | 3          | CI+CdL          | 0+0             | 0+0             | -                  | -                  | -                  | -           | -           | -           | 36     | 3      |        |
| 2021                | V-Varen Nagasaki    | J2                  | 38         | 3          | CI+CdL          | 1+0             | 1+0             | -                  | -                  | -                  | -           | -           | -           | 39     | 4      |        |
| Totale V-Varen      | Totale V-Varen      | Totale V-Varen      | 74         | 6          |                 | 1               | 1               |                    | -                  | -                  |             | -           | -           | 75     | 7      |        |
| 2022                | Cerezo Osaka        | J1                  | 28         | 3          | CI+CdL          | 3+11            | 0+1             | -                  | -                  | -                  | -           | -           | -           | 42     | 4      |        |
| 2023                | Cerezo Osaka        | J1                  | 31         | 1          | CI+CdL          | 2+3             | 1+1             | -                  | -                  | -                  | -           | -           | -           | 36     | 3      |        |
| 2024                | Cerezo Osaka        | J1                  | 15         | 0          | CI+CdL          | 0+2             | 0+0             | -                  | -                  | -                  | -           | -           | -           | 17     | 0      |        |
| Totale Cerezo Osaka | Totale Cerezo Osaka | Totale Cerezo Osaka | 77         | 4          |                 | 21              | 3               |                    | -                  | -                  |             | -           | -           | 98     | 7      |        |
| 2024-2025           | AZ Alkmaar          | E                   | 19         | 0          | CO              | 2               | 0               | UEL                | 10                 | 2                  | -           | -           | -           | 31     | 2      |        |
| Totale carriera     | Totale carriera     | Totale carriera     | 170        | 10         |                 | 24              | 4               |                    | 10                 | 2                  |             | -           | -           | 204    | 16     |        |

### Cronologia presenze e reti in nazionale
| Cronologia completa delle presenze e delle reti in nazionale ― Giappone | Cronologia completa delle presenze e delle reti in nazionale ― Giappone | Cronologia completa delle presenze e delle reti in nazionale ― Giappone | Cronologia completa delle presenze e delle reti in nazionale ― Giappone | Cronologia completa delle presenze e delle reti in nazionale ― Giappone | Cronologia completa delle presenze e delle reti in nazionale ― Giappone | Cronologia completa delle presenze e delle reti in nazionale ― Giappone | Cronologia completa delle presenze e delle reti in nazionale ― Giappone |
| Data                                                                    | Città                                                                   | In casa                                                                 | Risultato                                                               | Ospiti                                                                  | Competizione                                                            | Reti                                                                    | Note                                                                    |
| ----------------------------------------------------------------------- | ----------------------------------------------------------------------- | ----------------------------------------------------------------------- | ----------------------------------------------------------------------- | ----------------------------------------------------------------------- | ----------------------------------------------------------------------- | ----------------------------------------------------------------------- | ----------------------------------------------------------------------- |
| 12-9-2023                                                               | Genk                                                                    | Giappone                                                                | 4 – 2                                                                   | Turchia                                                                 | Amichevole                                                              | -                                                                       | 43’ 46’                                                                 |
| 13-10-2023                                                              | Niigata                                                                 | Giappone                                                                | 4 – 1                                                                   | Canada                                                                  | Amichevole                                                              | -                                                                       |                                                                         |
| 16-11-2023                                                              | Suita                                                                   | Giappone                                                                | 5 – 0                                                                   | Birmania                                                                | Qual. Mondiali 2026                                                     | -                                                                       |                                                                         |
| 1-1-2024                                                                | Tokyo                                                                   | Giappone                                                                | 5 – 0                                                                   | Thailandia                                                              | Amichevole                                                              | -                                                                       | 78’                                                                     |
| 14-1-2024                                                               | Doha                                                                    | Giappone                                                                | 4 – 2                                                                   | Vietnam                                                                 | Coppa d'Asia 2023 - 1º turno                                            | -                                                                       | 77’                                                                     |
| 24-1-2024                                                               | Doha                                                                    | Giappone                                                                | 3 – 1                                                                   | Indonesia                                                               | Coppa d'Asia 2023 - 1º turno                                            | -                                                                       |                                                                         |
| 31-1-2024                                                               | Doha                                                                    | Bahrein                                                                 | 1 – 3                                                                   | Giappone                                                                | Coppa d'Asia 2023 - Ottavi di finale                                    | -                                                                       | 57’                                                                     |
| 3-2-2024                                                                | Al Rayyan                                                               | Iran                                                                    | 2 – 1                                                                   | Giappone                                                                | Coppa d'Asia 2023 - Quarti di finale                                    | -                                                                       |                                                                         |
| Totale                                                                  |                                                                         | Presenze                                                                | 8                                                                       |                                                                         | Reti                                                                    | 0                                                                       |                                                                         |

## Palmarès

### Individuale
- Squadra del campionato giapponese: 1

2023